# Colville (fleuve)
Pour les articles homonymes, voir Colville.
Le fleuve Colville est un fleuve d'Alaska aux États-Unis, situé dans le borough de North Slope, long de 560 kilomètres (348 mi). C'est un des cours d'eau les plus septentrionaux d'Amérique du Nord. Il draine une région de toundra, sur les flancs nord de la chaîne Brooks, son cours est entièrement situé au nord du cercle arctique. Ses eaux sont gelées plus de la moitié de l'année, et se remettent à couler au printemps.

## Étymologie
Son nom provient de Edward Colville Griffith, gouverneur de la région avant l'achat de l'Alaska par les États-Unis.

## Trajet
Le fleuve prend sa source à l'est de la chaîne Brooks, sur le côté nord de la ligne de partage des eaux du continent nord-américain, à l'angle sud-ouest de la National Petroleum Reserve–Alaska. Il coule d'abord vers le nord, plus vers l'est aux pieds des montagnes, s'élargit et reçoit de nombreux affluents qui viennent de la chaîne Brooks. À la moitié de son cours, il forme la limite sud-est de la National Petroleum Reserve–Alaska. Arrivée au village Iñupiat d'Umiat il se dirige vers le nord, le long de la plaine arctique et rejoint la mer de Beaufort dans un large delta près de Nuiqsut, à 190 kilomètres de Prudhoe Bay.
Quand le fleuve est gelé, l'épaisseur de glace est suffisante pour qu'il soit utilisé comme route pour l'approvisionnement des villages.
La vallée de ce fleuve renferme des ressources encore inexploitées de pétrole et de gaz naturel.

## Affluents
- Itkillik – 220 milles (354 km)
- Anaktuvuk – 135 milles (217 km)
  - Nanushuk – 100 milles (161 km)
- Chandler – 100 milles (161 km)
  - Siksikpuk – 49 milles (79 km)
  - Ayiyak – 58 milles (93 km)
- Killik – 105 milles (169 km)
- Oolamnagavik – 38 milles (61 km)
- Kurupa – 80 milles (129 km)
- Awuna – 200 milles (322 km)
- Etivluk – 56 milles (90 km)
  - Nigu – 70 milles (113 km)
- Ipnavik – 68 milles (109 km)
- Kuna – 50 milles (80 km)
- Kiligwa
- Nuka – 50 milles (80 km)